# Bangladesh International 2021
Die Bangladesh International 2021 im Badminton fanden vom 1. bis zum 5. Dezember 2021 in Dhaka statt.

## Sieger und Platzierte
| Disziplin    | Gold                                      | Silber                                      | Bronze                                                      |
| ------------ | ----------------------------------------- | ------------------------------------------- | ----------------------------------------------------------- |
| Herreneinzel | Abhishek Saini                            | Rithvik Sanjeevi Satish Kumar               | Kartikey Gulshan Kumar                                      |
| Herreneinzel | Abhishek Saini                            | Rithvik Sanjeevi Satish Kumar               | Sulistio Tegar                                              |
| Dameneinzel  | Putri Kusuma Wardani                      | Tasya Farahnailah                           | Isharani Baruah                                             |
| Dameneinzel  | Putri Kusuma Wardani                      | Tasya Farahnailah                           | Bilqis Prasista                                             |
| Herrendoppel | Sachin Dias Buwenaka Goonethileka         | Bokka Navaneeth Srikrishna Sai Kumar Podile | Tanbir Ahmed Md. Rahad Kabir Khaled                         |
| Herrendoppel | Sachin Dias Buwenaka Goonethileka         | Bokka Navaneeth Srikrishna Sai Kumar Podile | Ajinkya Patharkar Pratik Ranade                             |
| Damendoppel  | Mehreen Riza Arathi Sara Sunil            | Kasturi Radhakrishnan Venosha Radhakrishnan | Aminath Nabeeha Abdul Razzaq Fathimath Nabaaha Abdul Razzaq |
| Damendoppel  | Mehreen Riza Arathi Sara Sunil            | Kasturi Radhakrishnan Venosha Radhakrishnan | Shivani Santosh Singh Akshaya Warang                        |
| Mixed        | Sachin Dias Kavindi Ishandika Sirimannage | Pratik Ranade Akshaya Warang                | Nazeer Khan Abu Bakkar Nila Valluvan                        |
| Mixed        | Sachin Dias Kavindi Ishandika Sirimannage | Pratik Ranade Akshaya Warang                | Dhruv Rawat Isharani Baruah                                 |